# زولتان فالوب
زولتان فالوب (بالمجرية: Fülöp Zoltán)‏ هو لاعب كرة قدم مجري، ولد في 26 يوليو 1976 في Csorvás ‏ في المجر. لعب مع نادي بكسكابا 1912 إلوره ونادي فيرينتسفاروشي ونادي ماترسبرغ.

## وصلات خارجية
- زولتان فالوب على موقع قاعدة بيانات كرة القدم.إي يو (الإنجليزية)